# Монтесано
Мо̀нтесано (на английски: Montesano, буквени символи за произношение  Архив на оригинала от 2018-12-26 в Wayback Machine.) е град в окръг Грейс Харбър, щата Вашингтон, САЩ. Монтесано е с население от 3312 жители (2000) и обща площ от 27 km². Намира се на 20 m надморска височина. ЗИП кодът му е 98563, а телефонният му код е 360.